# 4750 Mukai
4750 Mukai este un asteroid din centura principală, descoperit pe 15 decembrie 1990 de Tetsuya Fujii și Kazuo Watanabe.